# شيم دال جي
شيم دال جي (بالكورية: 심달기)‏ هي ممثلة كورية جنوبية. ولدت يوم 12 يونيو 1999 في إنتشون في كوريا الجنوبية.

## الأعمال

### أفلام
| السنة | العنوان     | الدور   | م.    |
| ----- | ----------- | ------- | ----- |
| 2019  | على موجة حب | كيوم يي | [ 3 ] |

### مسلسلات
| السنة     | العنوان              | الدور                  | م.    |
| --------- | -------------------- | ---------------------- | ----- |
| 2018      | الموت شعور جيد       | جونغ مي                | [ 4 ] |
| 2019–2020 | المملكة              | سيدة محكمة غرفة السوجو | [ 4 ] |
| 2020–2021 | قائمة تشغيل المستشفى | والدة تشان هيونغ       | [ 5 ] |
| 2022      | البلوز خاصتنا        | الشابة جونغ أون هي     | [ 6 ] |
| 2022      | قاضية محكمة الأحداث  | سيو يوري               | [ 7 ] |
| 2023      | العائد               | لي هيانغ يي            | [ 8 ] |
| 2023      | متحرك                | شين هي وون             | [ 8 ] |

## روابط خارجية
- شيم دال جي على موقع IMDb (الإنجليزية)
- شيم دال جي على موقع قاعدة بيانات الفيلم (الإنجليزية)